# 1992年夏季残疾人奥林匹克运动会捷克斯洛伐克代表团
1992年夏季残疾人奥林匹克运动会捷克斯洛伐克代表团是捷克斯洛伐克派出的1992年夏季残疾人奥林匹克运动会代表团。获得4枚金牌、3枚银牌和6枚铜牌。